# Alfa Romeo Racing C38
O Alfa Romeo Racing C38 é o carro da Fórmula 1 construído pela Alfa Romeo Racing para competir na temporada de 2019, é o primeiro carro da equipe italiana desde 1985, é pilotado por Kimi Räikkönen e Antonio Giovinazzi.

## Sobre
Após a "compra" da Sauber (que na verdade foi uma troca estratégica de nome, pois a gestão ainda está em Hinwil), teve um grande salto em relação ao C37, por exemplo, uma das voltas mais rápidas na pré-temporada de 2019 foi a do C38.